# Klaus Johannes Thies
Klaus Johannes Thies (* 17. April 1950 in Wuppertal) ist ein deutscher Schriftsteller.

## Leben
Klaus Johannes Thies, geboren 1950 in Wuppertal und aufgewachsen in Bielefeld, schreibt Prosaminiaturen. Seit den 1980er Jahren ist er als freier Mitarbeiter für Radio Bremen tätig. Seine Veröffentlichungen erschienen unter anderem in Manuskripte und Akzente sowie Einzelbände unter anderem bei Achilla Presse, im Reclam-Verlag und der edition AZUR. Klaus Johannes Thies lebt in Bremen und Berlin.

## Veröffentlichungen (Auswahl)

### Als Einzeltitel
- Tango ohne Argentinien. Kurzprosa. edition AZUR, Dresden 2020, ISBN 978-3-942375-47-4.
- Aus meinem Fenster. Parkplatz-Rhapsodien. edition AZUR, Dresden 2018, ISBN 978-3-942375-33-7.
- Unsichtbare Übungen. Kurzprosa. edition AZUR, Dresden 2015, ISBN 978-3-942375-19-1.
- Blues allo stand dei fiori. Miniature. Mobydick, Faenza 2014, ISBN 978-88-8178-520-9.
- Tacchi a spillo sulla tastiera di Monk. Miniature. Mobydick, Faenza 2000, ISBN 88-8178-134-4.
- Die Dunkelkammer unter dem Rock. Kurzprosa. Reclam Leipzig, Leipzig 1998, ISBN 978-3-379-00768-9.
- Schurrmurr. Kurzprosa. Achilla Presse, Bremen/Hamburg 1996, ISBN 978-3-928398-21-3.
- Unbedingte Zunahme. Kurzprosa. Tende Verlag, Frankfurt am Main 1986, ISBN 978-3-88633-106-2.
- Was machen wir hier. Gedichte. Eric van der Wal, Bergen NH 1984.

### In Anthologien und Literaturzeitschriften
- Lesarten Gedichte der „Zeit“. Hg. Günter Kunert. Piper Verlag, München/Zürich 1987.
- Jahrbuch für Lyrik 3. Hg. Günter Kunert, Athenäum Verlag, Königstein 1981.
- Literaturzeitschriften: Manuskripte, Neue Rundschau, Akzente, neue deutsche literatur, die horen, Litfass, Der Literaturbote, Hirschstraße, Zündschrift, Krachkultur, Stint u. a.

## Auszeichnungen
- 2018: Aufenthaltsstipendium in Venedig
- 1986: Förderpreis für Bremer Schriftsteller
- 1988: Stipendium in der Casa Baldi, Olevano Romano